# Кортні Лі

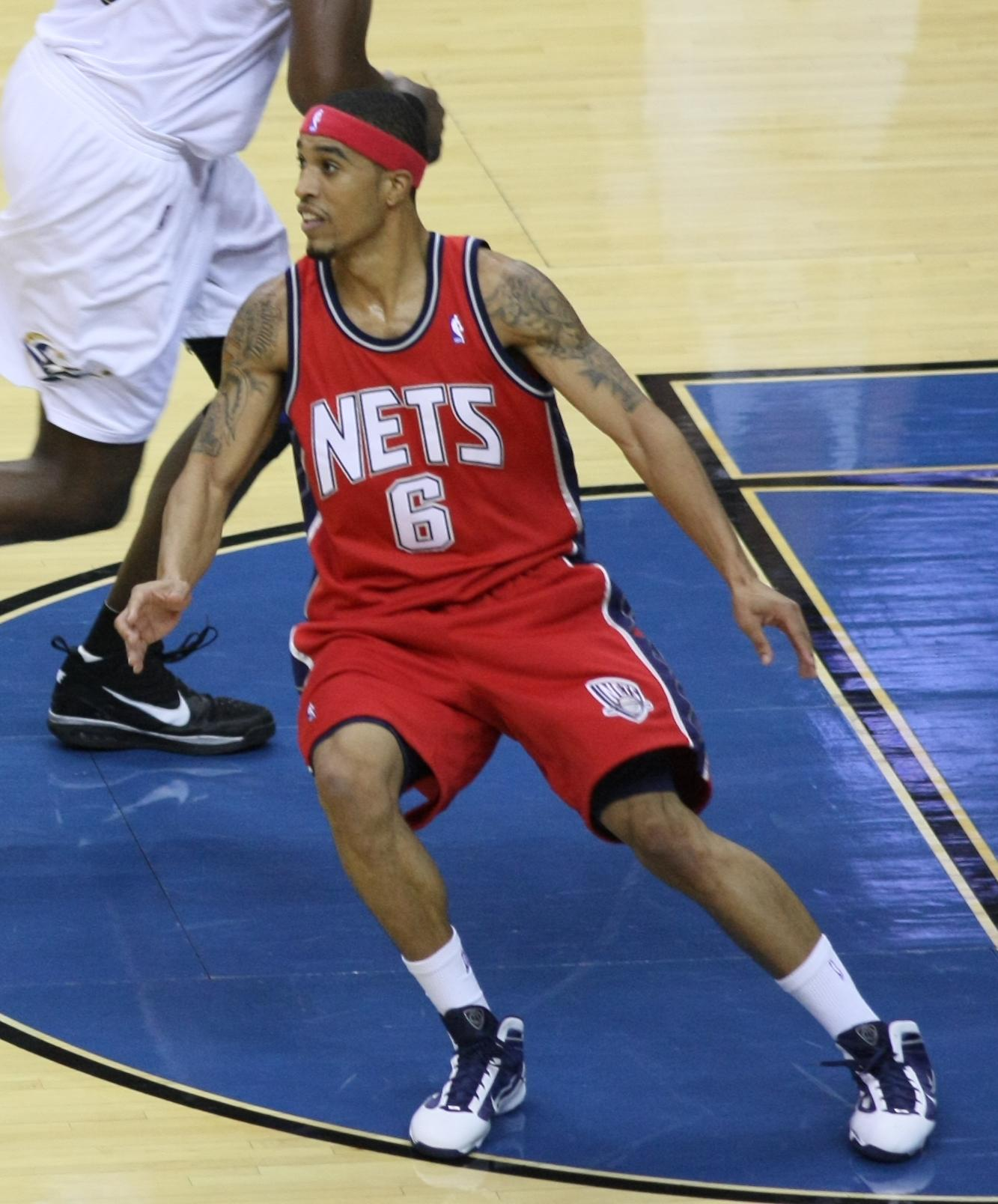
Кортні Лі у складі «Нетс»

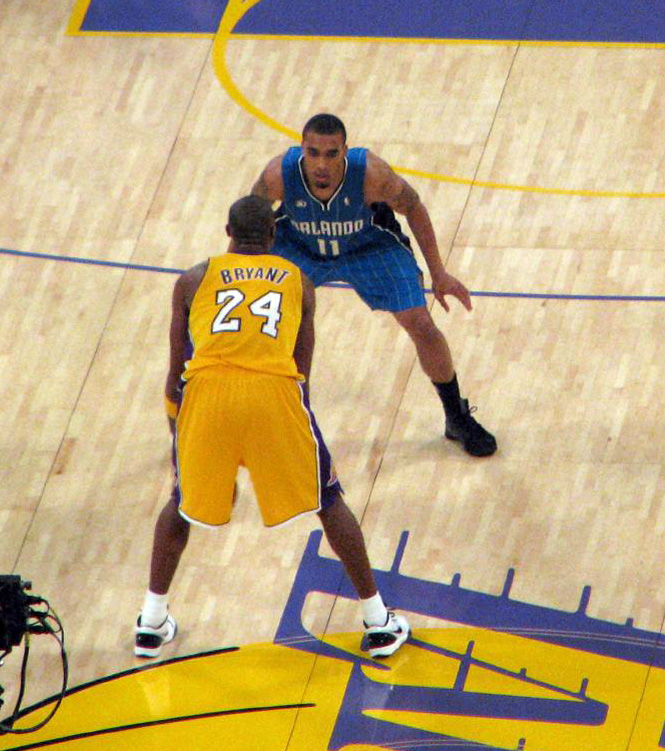
Кортні Лі

Кортні Лі (англ. Courtney Lee; нар. 3 жовтня 1985, Індіанаполіс, США) — американський професійний баскетболіст. Виступав за декілька клубів НБА на позиції захисника і форварда.

## Кар'єра в НБА
Лі був обраний на драфті 2008 під 22 загальним номером клубом «Орландо Меджик». 23 березня 2009 року Кортні встановив особистий рекорд результативності — 22 очка за гру. Лі в дебютному сезоні реалізовував в середньому 40.4 % триочкових кидків.
25 червня 2009 Лі перейшов у «Нью-Джерсі Нетс». 8 березня 2010 року Лі встановив новий особистий рекорд результативності — 30 очок за гру.
За підсумками сезону 2009-10 Лі посів перше місце в команді за кількістю перехоплень, реалізованих триочкових кидків та процентом попадань штрафних кидків.
11 серпня 2010 року Лі перейшов у «Х'юстон Рокетс».
20 липня 2012 року Лі перейшов у «Селтікс».

### Статистика кар'єри в НБА

#### Регулярний сезон
| Сезон   | Команда         | GP  | GS  | MPG  | FG%  | 3P%  | FT%  | RPG | APG | SPG | BPG | PPG  |
| ------- | --------------- | --- | --- | ---- | ---- | ---- | ---- | --- | --- | --- | --- | ---- |
| 2008–09 | Орландо Меджик  | 77  | 42  | 25.2 | .450 | .404 | .830 | 2.3 | 1.2 | 1.0 | .2  | 8.4  |
| 2009–10 | Нью-Джерсі Нетс | 71  | 66  | 33.5 | .436 | .338 | .869 | 3.5 | 1.7 | 1.3 | .3  | 12.5 |
| 2010–11 | Х'юстон Рокетс  | 81  | 1   | 21.3 | .439 | .408 | .792 | 2.6 | 1.2 | .7  | .2  | 8.3  |
| 2011–12 | Х'юстон Рокетс  | 58  | 26  | 30.3 | .433 | .401 | .826 | 2.7 | 1.5 | 1.2 | .4  | 11.4 |
| 2012–13 | Бостон Селтікс  | 78  | 39  | 24.9 | .464 | .372 | .861 | 2.4 | 1.8 | 1.1 | .3  | 7.8  |
| 2013–14 | Бостон Селтікс  | 30  | 0   | 16.8 | .492 | .442 | .818 | 1.6 | 1.1 | .7  | .3  | 7.4  |
| 2013–14 | Мемфіс Ґріззліс | 49  | 47  | 30.0 | .476 | .345 | .900 | 2.8 | 1.7 | .9  | .4  | 11.0 |
| 2014–15 | Мемфіс Ґріззліс | 77  | 74  | 30.6 | .448 | .402 | .860 | 2.3 | 2.0 | 1.0 | .2  | 10.1 |
| 2015–16 | Мемфіс Ґріззліс | 51  | 37  | 29.2 | .458 | .370 | .826 | 2.3 | 1.5 | 1.0 | .3  | 10.0 |
| 2015–16 | Шарлотт Горнетс | 28  | 28  | 30.2 | .445 | .392 | .885 | 3.1 | 2.1 | 1.2 | .4  | 8.9  |
| Кар'єра |                 | 600 | 360 | 27.3 | .450 | .384 | .846 | 2.6 | 1.6 | 1.0 | .3  | 9.6  |

#### Плей-оф
| Сезон   | Команда         | GP | GS | MPG  | FG%  | 3P%  | FT%   | RPG | APG | SPG | BPG | PPG  |
| ------- | --------------- | -- | -- | ---- | ---- | ---- | ----- | --- | --- | --- | --- | ---- |
| 2009    | Орландо Меджик  | 21 | 16 | 26.2 | .435 | .273 | .885  | 1.9 | 1.3 | .9  | .1  | 8.0  |
| 2013    | Бостон Селтікс  | 4  | 0  | 9.8  | .200 | .000 | 1.000 | .5  | .3  | .5  | .0  | 1.5  |
| 2014    | Мемфіс Ґріззліс | 7  | 7  | 32.0 | .417 | .316 | .778  | 2.0 | 1.6 | .7  | .3  | 10.0 |
| 2015    | Мемфіс Ґріззліс | 11 | 11 | 33.4 | .550 | .467 | .957  | 2.5 | 2.2 | 1.1 | .0  | 13.3 |
| 2016    | Шарлотт Горнетс | 7  | 7  | 36.7 | .412 | .444 | .933  | 2.9 | 1.3 | .9  | .4  | 8.6  |
| Кар'єра |                 | 50 | 41 | 28.7 | .457 | .346 | .895  | 2.1 | 1.4 | .9  | .2  | 9.0  |